# شرابة الحرير غارية الأوراق
شرابة الحرير غارية الأوراق (الاسم العلمي:Garrya laurifolia) هي نوع من النباتات يتبع جنس شرابة الحرير من فصيلة شرابات الحرير.